# Коробков, Дмитрий Егорович
Дмитрий Егорович Коробков (1923—1943) — красноармеец Рабоче-крестьянской Красной Армии, участник Великой Отечественной войны, Герой Советского Союза (1944).

## Биография
Родился в 1923 году в деревне Липник (ныне — Медвенский район Курской области). После окончания девяти классов школы работал в колхозе. В марте 1943 года был призван на службу в Рабоче-крестьянскую Красную Армию. С того же времени — на фронтах Великой Отечественной войны, был пулемётчиком 842-го стрелкового полка 240-й стрелковой дивизии 38-й армии Воронежского фронта. Отличился во время битвы за Днепр.
27 сентября 1943 года переправился через Днепр в районе села Лютеж Вышгородского района Киевской области Украинской ССР и прямо на песчаной отмели занял оборону, отражая натиск противника. 5-6 октября 1943 года пулемётным огнём он уничтожил большое количество солдат и офицеров противника, заставив замолчать 2 ручных и 1 станковый пулемёты. 12 ноября 1943 года погиб в бою. Похоронен в селе Красное-Второе Обуховского района Киевской области Украины.
Указом Президиума Верховного Совета СССР «О присвоении звания Героя Советского Союза генералам, офицерскому, сержантскому и рядовому составу Красной Армии» от 10 января 1944 года за «образцовое выполнение боевых заданий командования на фронте борьбы с немецко-фашистскими захватчиками и проявленные при этом отвагу и геройство» был удостоен посмертно высокого звания Героя Советского Союза. Также был награждён орденом Ленина и медалью.